# Bataille de boules de neige (film, 1896)
 (juillet 2025).
Pour les articles homonymes, voir Bataille de boules de neige (homonymie).
Pour plus de détails, voir Fiche technique et Distribution.
Bataille de boules de neige est un court métrage français en noir et blanc réalisé par Louis Lumière, sorti en 1897.

## Description du film
Une vingtaine de personnes se livre à une bataille de boules de neige dans une rue de Lyon. Tandis qu'une bicyclette s'approche, les différents groupes de personnes concentrent les lancers de boules de neige. L'homme perd le contrôle de sa bicyclette, tombe au sol et laisse également tomber sa casquette. Tandis qu'il se relève, un participant de la bataille de boules de neige lui ramasse sa bicyclette. Le cycliste couvert de neige l'enfourche et repart dans la direction d'où il est venu en abandonnant sa casquette derrière lui.

## Fiche technique
- Titre : Bataille de boules de beige
- Réalisation : Louis Lumière
- Production : Louis Lumière
- Photographie : Louis Lumière
- Format : Film muet
- Durée : 48 secondes
- Pays :  France

## Production
Le film est une saynète comique tournée par Louis Lumière avec un cinématographe, invention de Louis Lumière permettant d'enregistrer des images sur pellicule de format 35 mm, puis de les développer et de les rediffuser grâce à un projecteur intégré.
Comme tous les films Lumières filmés avec le cinématographe, le film est un film muet, en noir et blanc, filmé sur pellicule 35 mm avec un format d'image de 1.33:1.
La scène est tournée au niveau du numéro 87 du cours Albert-Thomas, situé non loin des usines de la Société Lumière.

## Restauration
En octobre 2020, le film est restauré grâce à l'outil DeOldify. Cet outil utilise l'intelligence artificielle pour colorer et restaurer les anciens films en ajoutant des détails ainsi que des images entières, pour ajuster la vitesse de lecture.